# サンキュー (小売)

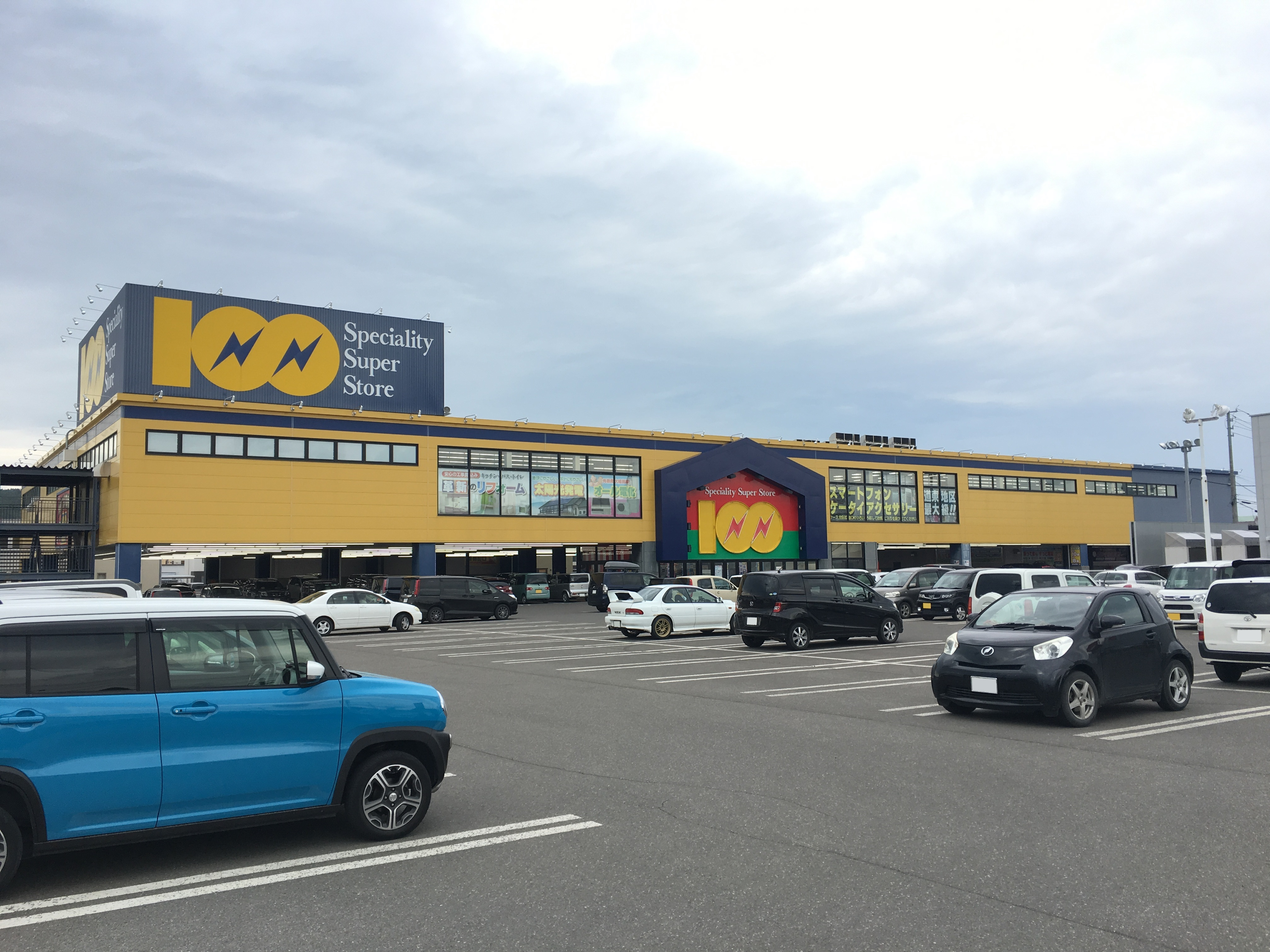
100満ボルト北見本店（北海道北見市）

株式会社サンキュー（英: 3Q Co.,Ltd.）は、かつて石川県野々市市に本社事務所、福井県福井市に本店を置き、「100満ボルト」（ひゃくまんボルト）の店舗名称で北陸地方を中心に北海道及び山陰地方に家電量販店を展開していた企業。
2011年（平成23年）に株式会社エディオンの完全子会社となったのち、2025年（令和7年）にエディオンに吸収合併された。

## 沿革
- 1976年（昭和51年）11月 - 「3Qグループ（サンキューグループ）」を設立。高島屋電化センター（旧本店2代目）を3Q（サンキュー）高島屋本店に業態変更。以降、「3Q」として店舗展開。
- 1980年（昭和55年） - 福井市内に初の郊外店である二の宮店と江守店（現：福井南本店）を開店。
- 1989年（平成元年）
  - 4月 - 配送サービス拠点の3Qお客様センターを設立。
  - 11月 - 石川県金沢市へ進出。
- 1993年（平成5年）12月 - 石川県石川郡野々市町（現：野々市市）に営業本部を移転。それに伴い石川県の3Qエレキ館を「100満ボルト」に業態変更。以降の新規店舗は100満ボルトになる。
- 1994年（平成6年）6月 - 家電修理専門店のミスターコンセント福井二の宮店をオープン。
- 1996年（平成8年）
  - 3月 - 京都府舞鶴市に進出。
  - 11月 - 北海道に進出。既存店舗を100満ボルト、コンプ100満ボルト、宝島王国に業態変更。
- 1997年（平成9年）
  - 7月 - 鳥取県・島根県・大分県に進出。
  - 8月 - 宮崎県に進出。
- 1998年（平成10年）10月 - 鹿児島県に進出。
- 1999年（平成11年）
  - 6月 - 茨城県に進出。福井市新保町に100満ボルト福井本店（本店4代目）オープン。
  - 7月 - 静岡県に進出。
  - 11月 - 東京都や千葉県で郊外型大型家電量販店を展開していたおかじま電器と合弁会社を設立し、両都県に進出。おかじま電器の家電部門を引き継ぎ、店舗を順次100満ボルトにする。
- 2001年（平成13年）
  - 10月 - 株式会社メガーズ（旧：株式会社おかじま電器）、書籍・CD・ゲームソフト店舗として持っていた店舗を分社化し、不動産賃貸・管理会社となる（2009年（平成21年）に破産）。
  - 11月 - 兵庫県に進出。
- 2003年（平成15年）4月 - エディオン、上新電機、ミドリ電化、デンコードーらと業務提携。「ボイスネットワーク」設立。
- 2004年（平成16年）
  - 10月 - ミドリ電化のエディオングループ入りを受け、ボイスネットワーク解消。
  - 11月 - デンコードー、ダイナマイトコーポレーションらと、三社販促勉強会「MACS3」設立。
- 2007年（平成19年）
  - 2月1日 - エディオンと資本・業務提携を行うと発表。
  - 2月18日 - 三石電化センターとのFC契約解消。三石電化センターは契約解消翌日の2月19日にエイデンの完全子会社となった。
  - 6月15日 - エディオンがサンキュー株式の40%を取得し、サンキュー及びその子会社145社（サンキューハウスシステムおよび店舗分社144社）がエディオンの連結対象子会社となる。
- 2011年（平成23年）
  - 5月11日 - エディオンが同年10月1日付けでサンキューの残る株式を取得、完全子会社とする旨発表。
  - 9月1日 - 店舗分社144社を吸収合併し、店舗分社制度を解消。
  - 10月1日 - エディオンと同年10月3日に株式を譲渡する契約を結んだ[2]。
  - 10月3日 - 子会社の住宅設備事業会社「サンキューハウスシステム」とともに、エディオンの完全子会社となった[3]。サンキューハウスシステムが2012年（平成24年）よりエディオンハウスシステムに商号変更を行うなど、本業の家電以外の一部関連子会社は、エディオンの名を冠した社名になった。
- 2013年（平成25年）9月・10月 - 東京都内・千葉県内の全店舗を閉鎖。
- 2025年（令和7年）4月1日 - 親会社のエディオンに吸収合併され解散すると同時に店舗ブランドを「エディオン」に統合[4][5]。順次、看板などを切り替える予定[6][7]。

## 展開していた店舗
2019年時点、以下の地域に店舗を展開していた。
- 北海道
- 福井県
- 石川県
- 富山県
- 鳥取県米子市・倉吉市
- 島根県松江市・出雲市

### 業態

#### 100満ボルト
家電製品全般を取り扱う店舗。一部店舗は玩具売場と喫茶コーナーを併設。かつては外壁に黄色一色や青と灰色のストライプ柄といった派手な塗装を用いていた。エディオンの完全子会社になって以後に出店した店舗や改装した店舗については外壁に白基調の塗装を用いている。
帯広市で1983年から家電店「百満V（ボルト）」を経営していた「オオツカ」とサンキュー創業者の間で1992年から交流関係が有り、サンキューが百満Vの屋号に興味を持った事もあり、1993年に「3Qエレキ館」をリニューアルする形で、石川県に「100満ボルト」ブランドの1号店をオープン。オオツカ側の屋号では「100点満点Vサインの電気店」「100%満足の電気店を目指す」といった意味が込められていた。その後1996年にオオツカとサンキューの共同出資で「100満ボルト東北海道」を設立、オオツカの家電部門を引き継いで同年「100満ボルト」の道内1号店を帯広に出店。これらの経緯から帯広本店には「100満ボルト発祥の地」をアピールする看板が店内に掲げられている。
2017年以降、近畿・九州地方ではエディオン本体に店舗運営を移管し、ストアブランドをエディオンに変更した店舗（舞鶴店・養父店・日田店など）や、近隣のエディオンに店舗統合する形で閉店した店舗（宮崎東店など）もある。この頃から保証やポイントサービスなどの制度がエディオン本体に準じたものに改められ、一部共通で利用できるようになったものもある。
鳥取県や島根県ではエディオン本体も出店しているため、広告出稿やセールなどは共同で行っている。

#### COMP 100満ボルト
情報家電を取り扱う店舗。主に100満ボルトに併設されている。

#### 宝島王国
ゲーム、DVDソフトの販売及びレンタルを取り扱う店舗。閉店した店舗のレンタルを除く業務の一部は、近隣の100満ボルトが引き継いだ。

#### ミスターコンセント
家電製品の修理専門店。主に100満ボルトに併設されている。かつては、デンコードー、マツモト電器とも業務提携していた。

### 店舗一覧
出典:

#### 北海道
- 札幌清田店 -札幌市清田区真栄56番地
  - 2013年11月29日オープン。札幌初出店の店舗。スーパービバホーム清田羊ヶ丘通店と隣接[17][18]。
- 東苗穂店 - 札幌市東区東苗穂3条2丁目5-20
  - 2017年7月28日オープン。DCM（旧・DCMホーマック）東苗穂店と隣接[19][20]。
- 旭川本店 - 旭川市西御料5条1丁目1-5
- 旭川永山店 - 旭川市永山二条3丁目1番15号
- 帯広本店 - 帯広市稲田町南9線西11-1
- 帯広西店 - 帯広市西22条南2丁目10番地11
- 北見本店 - 北見市中央三輪1丁目371番地9
- 釧路店 - 釧路郡釧路町木場2丁目3-1

#### 富山県
- 黒部店 - 黒部市植木775番1
- 富山布瀬店
  - ＜家電＆リフォーム館＞ （旧 WAO家電＆パソコン館富山店） - 富山市布瀬町南1-7-4
  - ＜パソコン＆おもちゃ館＞ （旧 WAO携帯＆ソフト館富山店） - 富山市布瀬町南3丁目6-1

- 富山中川原店 - 富山市中川原402-1
- 高岡店 - 高岡市赤祖父671号
- ドン・キホーテ砺波店 （旧 アピタ砺波店） - 砺波市太郎丸3丁目69番地　MEGAドン・キホーテUNY砺波店1階

#### 石川県
- 金沢本店 - 野々市市野代2-11
- 金沢高柳店 - 金沢市高柳町ニ5-2
- 金沢直江店 - 金沢市直江東一丁目17番1
- アピタ金沢店 - 金沢市中村町10番20号 アピタ金沢店 1階
- イオン松任店 - 白山市平松町102-1 イオン松任店別館
- 穴水店 - 鳳珠郡穴水町此木1字7番
- 七尾店 - 七尾市古府町カ5番地1
- 小松本店 - 小松市打越町い27

#### 福井県
- 福井本店 - 福井市新保北一丁目601番地（サンキューの登記上本店所在地）
- 福井南本店 - 福井市江守中町7-35-1
- 坂井春江店 - 坂井市春江町江留中31-1-1　
  - 2023年8月4日オープン。
- 大勝店 - 大野市南新在家35-27
- 越前店 - 越前市塚町27字3-1
- 敦賀店 - 敦賀市木崎11-10
- 小浜本店 - 小浜市府中15号小向20

#### 鳥取県
- 米子店 - 米子市新開2丁目2-1
- 倉吉本店 - 倉吉市河北町162

#### 島根県
- 松江本店 - 松江市乃白町496-4
- 出雲店 - 出雲市小山町468-4

## かつて存在した店舗

### 家電・旧 高島屋・旧 3Q高島屋・100満ボルト 他
- 高島屋（旧本店） : 現・高島屋3Q本社（貴金属店、店舗名は高島屋）。家電部門は高島屋電化センター（旧本店2代目）へ移転、再オープン。
- 高島屋大野店（旧店支店）
- 大野店 : 現・大勝店 : 旧・ 3Q高島屋大野店 : 旧・100満ボルト大野店 - 勝山店との統廃合と大勝店へ移転、再オープン。
- 高島屋電化センター（旧本店2代目） : 旧・3Q高島屋本店 - 福井店（旧本店3代目）との統廃合に伴い閉店。
- 福井店（旧本店3代目・PAS二の宮店共同店舗） : 旧・3Q高島屋福井店 : 旧・100満ボルト福井店 - 福井本店（本店4代目）へ移転、再オープン。本店移転後、宝島王国二の宮ビッグサイト店に業態変更したが後に閉店。
- 江守店 : 現・福井南本店 : 旧・3Q高島屋江守店 : 旧・100満ボルト福井南店 - 福井南本店へ移転、再オープン。
- 武生店 : 現・越前店 : 旧・3Q高島屋武生店 : 旧・100満ボルト武鯖店  - 武鯖店へ移転、再オープン。後に越前店へ移転、再オープン。
- 勝山店 : 現・大勝店 : 旧・3Q高島屋勝山店 : 旧・100満ボルト勝山店 - 大野店との統廃合と大勝店への移転に伴い閉店。
- 羽咋宝達志水店
- 白井店　(千葉県)ナリタヤ，21世紀商人白井の館を経て現在はスポーツクラブアクトス，てらお食品（生鮮市場てらお）
- 幕張店 : 現・PC DEPOT幕張IC店とトレジャーファクトリー幕張店併設。それ以前、おかじま電器幕張本店 メガーズ　マエダ商会→ヤマダ電機幕張店　(千葉県)
- 酒々井店 : 旧・おかじま電器メガーズ以前は、同じエディオングループとなったミドリ電化→東京エディオンの酒々井店と隣接していた。　(千葉県)
- 茂原店 : 旧・おかじま電器　(千葉県)　WomderREX茂原店を経て、現・オートウェーブ茂原店
- 浜松店 : 旧・100満ボルト浜松店 : 旧・でんでんキング浜松店 - アウトレット店に業態変更後、後の2012年（平成24年）9月23日に閉店。
- 浜松駅南店 : 旧・100満ボルト浜松店 : 2000年代序盤に閉店。
- 静岡店
- 袋井店 : 現・エディオン袋井インター店 : 旧・100満ボルト袋井店 - 袋井インター店へ移転、再オープン。
- 下田店（三石電化センターFC）: 現・エディオン下田店
- 三島本店（三石電化センターFC）：現・エディオン三島店
- 富士宮店（三石電化センターFC）：旧・100満ボルト富士宮店 : 旧・エイデン富士宮店。
- 富士店（三石電化センターFC）: 現・エディオン富士中央店 : 旧・100満ボルト富士店 - 富士本店へ移転、再オープン。
- 富士本店（三石電化センターFC）: 現・エディオン クロスガーデン富士中央店 : 旧・100満ボルト富士本店 - エイデン富士本店リニューアルオープン後、2011年（平成23年）5月29日に閉店後、6月17日にクロスガーデン富士中央店へ移転、再オープン。
- 御殿場店（旧店）（三石電化センターFC）: 旧・100満ボルト御殿場店 - 旧・100満ボルト御殿場本店へ移転、再オープン
- 御殿場本店（三石電化センターFC）: 現・エディオン御殿場店 : 旧・100満ボルト御殿場本店 : 旧・エイデン御殿場店
- 東金店 : 2013年9月16日閉店
- 松戸店 : 2013年9月23日閉店
- アウトレット江戸川店 : 2013年9月29日閉店。旧・江戸川店。ノジマを経て現在はイエローハット江戸川大杉店
- おゆみ野店 : 2013年10月6日閉店
- 大分南店 : エディオン大分本店との店舗統合のため、2016年8月21日閉店。
- 養父店 : ストアブランド変更のため、2017年7月30日閉店。現・エディオン養父店[21]。
- 舞鶴店 : ストアブランド変更のため、2017年8月13日閉店。現・エディオン舞鶴店[22]。
- 宮崎東店 : エディオン宮崎本店との店舗統合のため、2017年10月1日閉店。
- 日田店 : 店舗移転・ストアブランド変更のため、2017年10月22日閉店。現・エディオン日田店[23]。
- 福知山店 : ストアブランド変更のため、2017年12月3日閉店。現・エディオンイオン福知山店[24]。
- 都城店 : ストアブランド変更・店舗建て替えのため、2018年3月31日閉店。現・エディオン都城吉尾店[25]。

### ソフマップユーフロント
ソフマップとのフランチャイズ契約による中古パソコンや中古TVゲーム等を扱う業態。単独での店舗はなく、すべて100満ボルト店内にインショップ形式で出店していた。
- ソフマップユーフロント帯広店 : 100満ボルトフレスポ本店内に出店
- ソフマップユーフロント金沢店 : 100満ボルト金沢本店内に出店（2018年5月6日閉店）

### その他
- ジョーシン福井二の宮店（サンキューFC） - 同業他社。三共ジョーシン（富山県）の進出による、春江店開店に伴い閉店。
- 3Qエジソン二の宮店 : 旧・100満ボルト二の宮店 - 近隣への3Q福井店開店に伴い情報家電専門店に業態変更。福井店の移転に伴い元の家電店となるが後に閉店。
- PAS二の宮店（3Q高島屋福井店共同店舗） : 旧・宝島王国二の宮ビッグサイト店。
- 宝島王国敦賀店 : 現・100満ボルト敦賀店 : 旧・PAS 敦賀店 - 敦賀店への移転統廃合に伴い閉店。
- 宝島王国勝見店
- 宝島王国種池店 : 現・100満ボルト福井南本店 - 福井南本店への移転統廃合に伴い閉店。
- 宝島王国小松ビッグサイト店 : 現・100満ボルト小松店 - 小松店への移転統廃合に伴い閉店。
- 富士店・富士パソコン館（三石電化センターFC） - 富士本店への移転に伴い閉店。

## 広告宣伝

### 100満ボルトCM
- 朝比奈潔子（関西芸術座所属） - 1993年（平成5年）100満ボルトとして業態変更後、初期のコマーシャルでは、ドラマの脇役で活躍している女優の朝比奈を起用していた。サービス内容を説明する店員に対して、「ホンマやな〜!?」と物凄い剣幕で念押しするシーンがお馴染みで、山田花子をチョイ役として登場させたこともある。その後井上順、柳原可奈子を経て現在ではダチョウ倶楽部をCMに採用している。
- 本田望結・本田紗来 - エディオングループ共通。2018年以降

徳井と共演していたが、徳井の不祥事以降はメインの出演者を本田姉妹のみに変更。
- 徳井義実（チュートリアル）- エディオングループ共通。自身の不祥事のため降板。本田姉妹と共演していたが、不祥事以降はメインの出演者を本田姉妹のみに変更した。
- 栗山英樹（当時北海道日本ハムファイターズ監督） - 2014年から2021年まで北海道地区限定。

### スポーツ
- 北海道日本ハムファイターズ - オフィシャルスポンサー[26]（現在もエディオンとしてスポンサー継続）
- ツエーゲン金沢 - トップパートナー[27]（エディオン統合後もブロンズパートナーに変更の上、継続[28]）

### キャッチコピー・スローガン
エディオングループ入りした2007年（平成19年）度より、エディオングループの共通コーポレートスローガン「買って安心、ずっと満足」の使用が開始されている。

## 関連人物
- 高島秀太郎